# Rivière Yamaska
Pour les articles homonymes, voir Yamaska.
La rivière Yamaska est un affluent de la rive sud du fleuve Saint-Laurent, au Québec, Canada qui prend sa source au lac Brome et se jette dans le lac Saint-Pierre après un parcours de plus de 160 km. Elle traverse une vingtaine de municipalités durant son cours, elle est intimement liée à la vie autour d'elle et est une source principale d'eau douce où elle passe ; à cause de l'utilisation et l'adaptation de la rivière et ses berges par l'homme elle fut grandement altérée au cours du temps, débutant surtout lors de l'arrivée des premiers colons Européens jusqu'aux temps modernes. 
Avant son exploitation, la rivière était riche en vie. Le développement urbain, industriel et agricole intensif de ses rives et de ses affluents en font l'un des cours d'eau les plus pollués au Québec, surtout dû aux déchets agricoles et aux pesticides ; malgré ce fait, plusieurs municipalités utilisent la rivière comme leur source d'eau potable. Bien que le nombre d'espèces d'organismes vivants ait grandement chuté, un écosystème tenace parvient à vivre aux abords de plusieurs parties de la Yamaska ; des efforts sont faits par les citoyens de municipalités variés afin d'altérer l'impact des humains sur les environnements qui sont liés à la rivière. En plus de sa beauté naturelle, la Yamaska sert les gens pour des besoins récréatifs comme la pêche et plusieurs naviguent ses eaux, bien qu'elles ne soient plus utilisées pour la baignade. 
Pour de nombreuses années la pollution a soutenu une inquiétude environnementale. Dans des villes comme Granby, des citoyens, des experts environnementaux, des conseillers municipaux, ainsi que des groupes et organisations travaillent à la conservation, l'étude, le recensement et la communication des façons qu'a l'individu de changer son impact sur la santé rivière. Ces actions ont mené à la croissance de l'art communautaire  et des événements visant à exprimer pour ceux qui ne le peuvent, comme, les animaux et les plantes.

## Toponymie
Le nom Yamaska apparut au XVIIe siècle, avant cela, la rivière porta le nom de « rivière de Gennes », qui fut donné en 1609 par Samuel de Champlain. 
Quand la seigneurie de Yamaska fut concédée à Michel Leneuf de La Vallière et de Beaubassin, la rivière portait plutôt le nom de « rivière des Savannes ». 
« Yamaska » proviendrait de l'abénaqui et signifie « il y a des joncs au large » ou « il y a beaucoup de foin ». Ces noms font référence aux marais de la baie de Lavallière, où la rivière embouche où la végétation est abondante. 
Le nom pourrait aussi provenir de l'algonquin « hia muskeg » qui signifie « rivière des savanes » ou « rivière aux eaux bourbeuses ». 
Comme les origines des langues algonquiennes sont nébuleuses, de nombreuses mutations orthographiques existent (dont l'une « Maska » a donné le nom de la municipalité régionale de comté des Maskoutains).

## Géographie

### Hydrographie

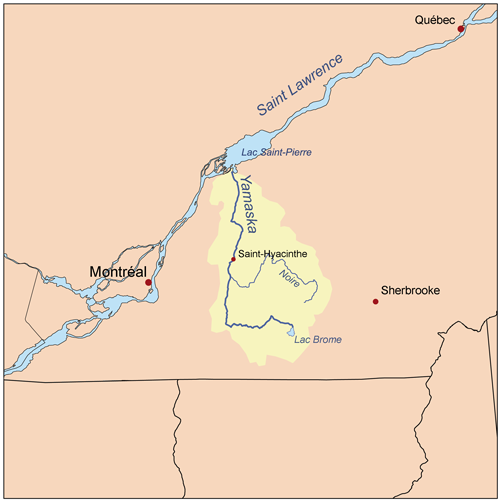
Bassin versant

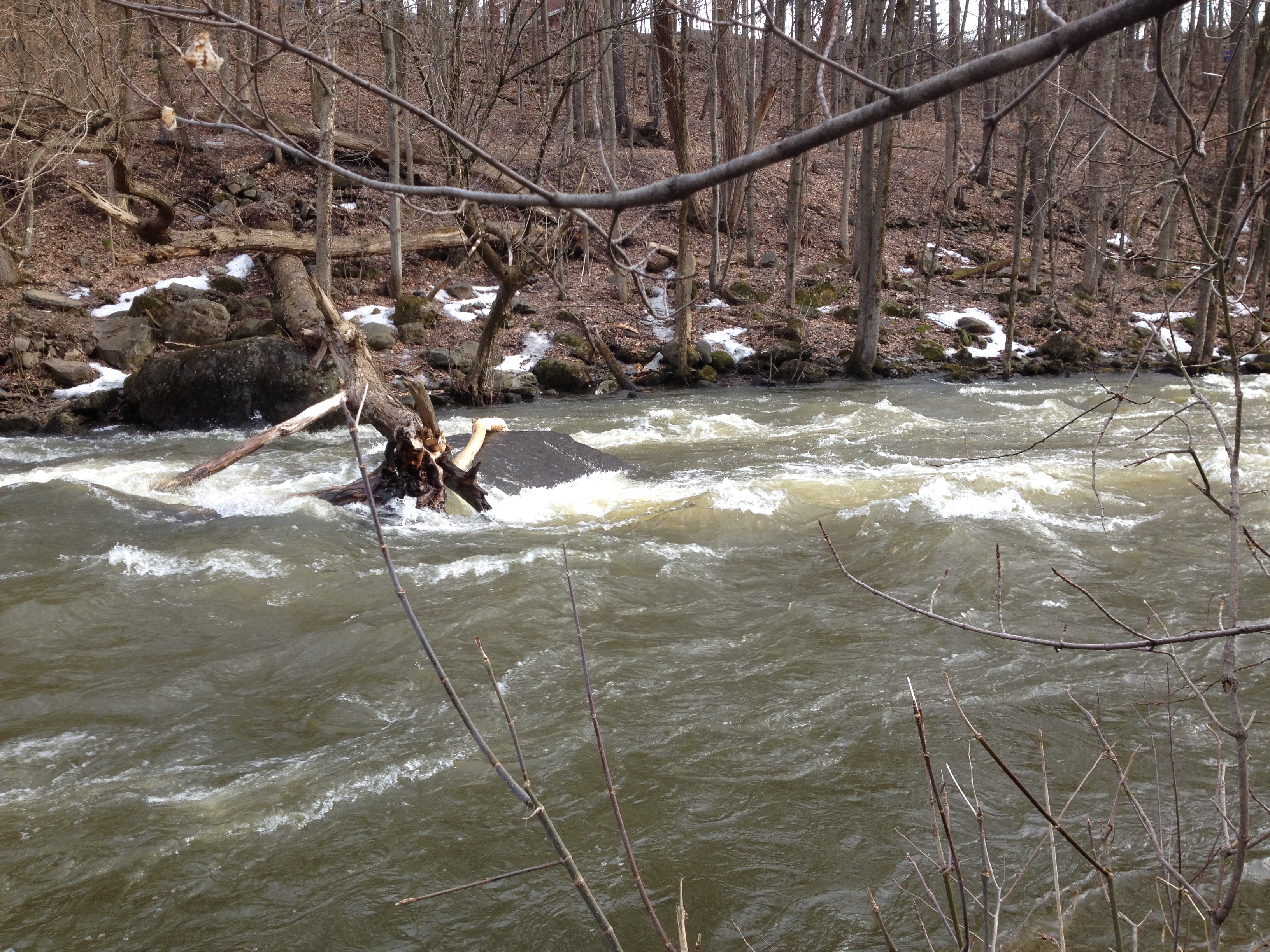
Le torrent du printemps, causé par la fonte de la neige.

Le bassin hydrographique de la Yamaska mesure 4 784 km2.  Son débit moyen à l'embouchure est de 87 m3/s, ce débit est considéré relativement faible en comparaison au Richelieu (330 m3/s) et au Saint-François (190 m3/s), les affluents limitrophes de la Yamaska ; cependant comme il s'agit d'un régime nivo-pluvial celui-ci peut varier grandement au printemps et à l'automne (records maximum de 886 m3/s) et des périodes d’étiage en été et en hiver (minimum 0,9 m3/s). 
Il y a peu de plans d'eau dans le bassin de la Yamaska, dont seuls six dépassent le kilomètre carré, de ces six, seuls trois sont naturels, les lacs Brome, Roxton et Waterloo.

### Cours de la rivière
Débutant à une altitude de 193 m au nord du lac Brome, elle coule vers l'ouest jusqu'à Farnham ; ce tronçon est situé aux pieds des Appalaches, il reçoit deux affluents : la rivière Yamaska Nord qui passe par Granby et la rivière Yamaska Sud-Est qui draine Cowansville. Ensuite, elle tourne au nord, entrant dans les basses-terres du Saint-Laurent et rencontre son principal affluent, la rivière Noire, à Saint-Damase, passant par sa principale agglomération, Saint-Hyacinthe ; elle poursuit jusqu'à son embouchure au lac Saint-Pierre à l'ouest de la baie Saint-François, dans le fleuve Saint-Laurent.

#### Principaux affluents de la rive Ouest
- Rivière Pot au Beurre
- Le Petit Chenail (rivière Yamaska)
  - Rivière Saint-Louis (Yamaska)
- Rivière Salvail
- Rivière du Sud-Ouest (rivière Yamaska)
- Rivière Yamaska Sud-Est

#### Principaux affluents de la rive Est
- Rivière Yamaska Nord
- Rivière à la Barbue
- Rivière Noire (rivière Yamaska)
  - Rivière le Renne
  - Rivière Jaune (rivière Noire)
  - Rivière Rouge (rivière Noire)
- Rivière Chibouet
- Rivière David

### Municipalités régionales de comté et municipalités locales traversées
- Brome-Missisquoi : Lac-Brome, Bromont, Brigham, Farnham, Cowansville
- La Haute-Yamaska : Saint-Alphonse-de-Granby, Granby
- Rouville : Ange-Gardien, Saint-Césaire
- Les Maskoutains : Saint-Damase, Saint-Hyacinthe, Saint-Barnabé-Sud, Saint-Simon, Saint-Hugues, Saint-Louis, Saint-Marcel-de-Richelieu
- Pierre-De Saurel : Saint-Aimé, Massueville, Saint-David, Yamaska
- Nicolet-Yamaska : Saint-François-du-Lac

## Biodiversité
Une faune et une flore variée existe le long de la Yamaska, reflétant les diverses régions que la rivière traverse ; des espèces d'oiseaux, d'amphibiens, de reptiles, de mammifères, de crustacés, d'insectes, de fungi, d'algues ainsi que toutes sortes de plantes terrestres et aquatiques peuplent ses eaux, berges et marais environnants.  

Étant fortement polluée, celle-ci a connu une forte diminution de sa diversité ichtyologique, qui est passé de 70 espèces entre 1963-1971 à 33 espèces en 2003.  Le principal poisson fréquentant la rivière est le meunier noir (Catostomus commersonii). Il est accompagné par les cyprinidées. Les endroits les plus pollués de la rivière sont occupés par la barbotte brune (Ameiurus nebulosus). Les principales espèces de la pêche sportive sont le maskinongé (Esox masquinongy), le brochet (Essox sp.), l'achigan (Micropterus sp.), le doré (Sander sp.), la Perchaude (Perca fluviatilis), la barbotte brune et le crapet.  Le gouvernement du Québec a effectue plusieurs ensemencements dans le but d'augmenter le potentiel de la pêche sportive.  Les espèces encement au cours des années sont la truite brune (Salmo trutta), la truite arc-en-ciel (Oncorhynchus mykiss), le maskinongé, le doré, la perchaude, la barbotte, l'achigan à petite bouche (Micropterus dolomieu) et l'omble de fontaine (Salvelinus fontinalis). 

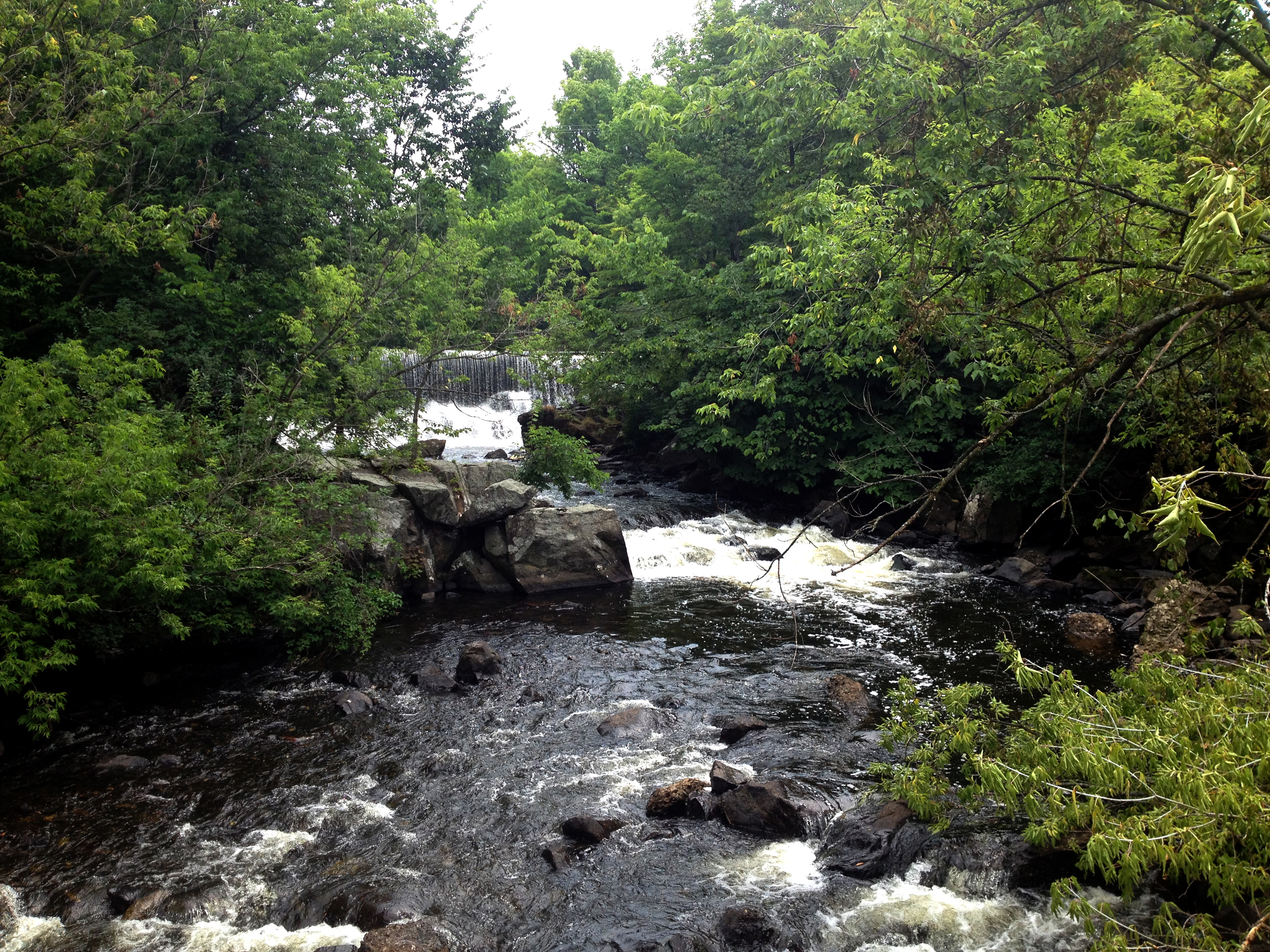
Les abords de la rivière Yamaska sont recouverts de végétation, offrant abri et nourriture pour une multitude d'espèces animales. De plus, sous l'eau on retrouve des formes de vies également variés.

Les divers inventaires au mont Yamaska ont permis d'inventorier plus de 15 espèces d'amphibiens et des reptiles, comme la tortue peinte (Chrysemys picta)et la couleuvre rayée (Thamnophis sirtalis). Les principaux amphibiens observés dans la rivière sont la salamandre sombre du Nord (Desmognathus fuscus), la grenouille des bois (Lithobates sylvaticus) et la grenouille verte (Lithobates clamitans). La baie de Lavallière, qui est située près de l'embouchure, est considéré comme un habitat très riche pour les amphibiens, cependant le braconnage des ouaouarons (Lithobates catesbeianus), de grenouilles vertes et léopards (Lithobates pipiens) limite la population de ces espèces.

## Mouvement d'art collectif citoyen

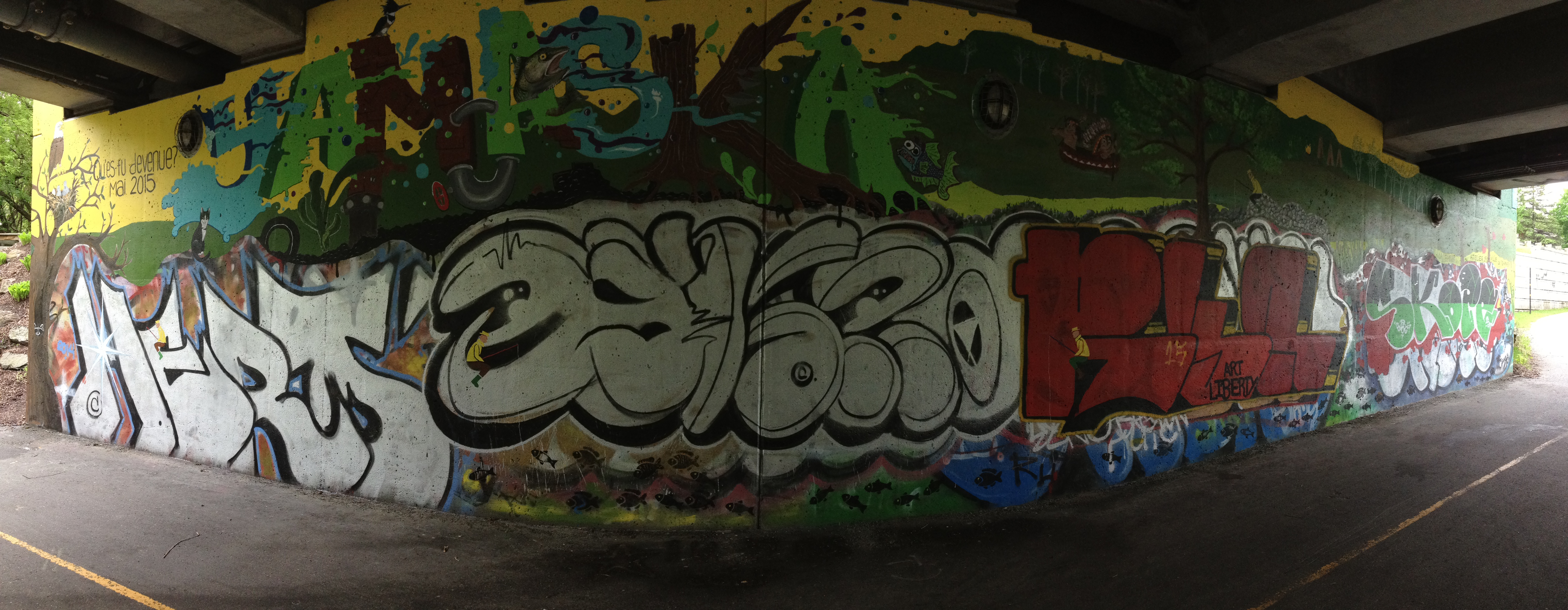
Une portion de la murale Qu'es-tu devenu, Yamaska? sous le pont Patrick-Hackett à Granby, QC.

Le 11 mai 2013 vit l'inauguration de deux œuvres collectives : «URGENCE YAMASKA» et «LA YAMASKA, C'EST NOUS...», dans le cadre du projet d'art communautaire Art-Yamaska ; l'art présenté est dit d'être issu d'une réflexion collective au sujet de la santé de la rivière et présente des messages environnementaux clairs. Le projet vise l'éducation écocitoyenne liée à la santé de la Yamaska. En plus de l'exposition des œuvres sur la station de pompage des eaux de Granby, le projet incluait la lecture de poésie, une exposition de photographie, ainsi que plusieurs ateliers participatifs tournant autour de la murale et de la mosaïque, culminant en festivités lors de la fête de la rivière en 2013. Depuis leur installation, les murales collectives ont grandi en renommée et en visibilité dû à l'emplacement juste à côté d'un réseau de pistes cyclable populaire (une grande portion des pistes à quelques mètres de la rivière).
En mai 2015, un nouveau message artistique suit dans le projet Art-Yamaska avec la création de «Qu'es-tu devenu Yamaska?» quelques kilomètres plus loin aux abords de la même piste cyclable qu'en 2013. Une fois de plus, des ateliers sont organisés par l'organisation à but non lucratif d'art et de créativité Atelier 19 pour permettre à un groupe de jeunes d'inventer un message environnemental à afficher en dessous et sur les côtés du pont Patrick-Hackett ; les lieux sont reconnus pour le vandalisme sous la forme d'art graffiti, le message est donc exprimé conjointement et avec inspiration de ce mouvement artistique.